# Batalla de Landen
La batalla de Landen o Neerwinden es va lluitar a Bèlgica, el 29 de juliol de 1693, durant la Guerra dels Nou Anys. Un exèrcit francès sota les ordres del Duc de Luxemburg va assaltar les posicions de Guillem III tres vegades fins a obligar-lo a retirar-se. Ambdós costats van patir moltes baixes i els francesos foren incapaços d'aprofitar la victòria, permetent que William fugís.

## Rerefons
Des de 1689, els francesos portaven l'iniciativa en la guerra de Flandes, capturant diverses ciutats importants però sense aconseguir cap cop decisiu. Els objectius holandesos eren essencialment defensius, estratègia que van mantenir amb èxit fins a la invasió exitosa de Guillem d'Anglaterra el 1688. El 1692, les victòries francesesa Namur i Steinkirk foren contrarrestades per la derrota a la Batalla de La Hogue, que va acabar amb les esperances de restaurar Jaume II.
Els costos enormes de la guerra van significar que França patia una forta crisi econòmica, empitjorada per una mala collita el 1693 i 1694; el rei Lluís necessitava la pau, però va agafar l'ofensiva un cop més com a preludi a buscar termes que li fossin favorables. La gran ofensiva francesa el 1693 es va enfocar a Alemanya, ja que això proporcionava la millor possibilitat de forçar Àustria a abandonar la guerra, amb esforços secondaris a Itàlia i Flandes per mantenir ocupats els Aliats. Perseguint aquest objectiu, el comandant francès a Flandes, el Duc de Luxemburg, va començar una sèrie de marxes el juny del 1693 dissenyades per confondre Guillem, simulant atacar les fortaleses de Lieja, Huy i Charleroi.

## Batalla
Per maximitzar el seu exèrcit de camp, Luxemburg va treure destacaments de la regió de Westhoek, incloent-hi Dunkerque i Ieper i Guillem va reaccionar enviant 15,000 homes sota les ordres del Duc de Wurtemberg per atacar-lo. El 18 de juliol, Luxemburg va donar instruccions al Mariscal Villeroy per assetjar Huy, forçant Guillem a acudir en ajuda de la ciutat. Huy es va rendir abans que Guillem arribés, així que aquest es va aturar i va reforçar la fortalesa vital de Lieja amb deu batallons addicionals, sumant un total de 17,000 homes. Les seves forces restants van establir una línia que corria en semicercle des d'Eliksem fins a Landen; això li donava flexibilitat per respondre al pròxim moviment de Luxemburg, però el posicionava amb el riu Little Geete només tres quilòmetres al darrere.

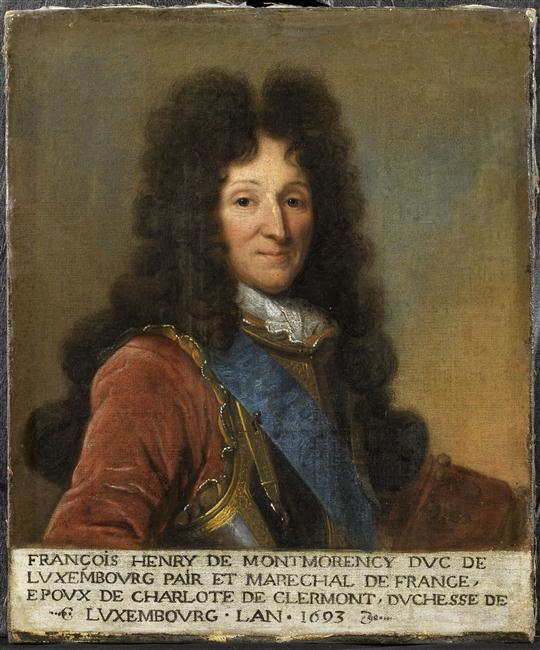
Duc de Luxemburg

Aquestes maniobres van significar que Luxemburg aconseguís un avantatge numèric sobre Guillem de 66,000 a 50,000. El 28 de juliol, va invertir la seva ruta i va arribar a Landen al vespre després d'una marxa forçada de 30 quilòmetres. Guillem era molt conscient de l'aproximació francesa, però es va decidir per esperar-los i lluitar doncs va considerar que travessar el riu de nit era una operació massa arriscada. La seva situació era extremadament perillosa: superat en nombre, amb la retirada restringida pel riu darrere de les seves línies i amb una línia de defensa massa atapeïda per les seves tropes que impedia enviar reforços d'un flanc a l'altre. El flanc dret de Guillem era clau per la seva posició ja que protegia la única via de retirada a través del Geete; aquesta secció es trobava entre els pobles de Laar i Neerwinden i va resistir fortament l'atac francès. En el centre, el terreny obert entre Neerwinden i Neerlanden estava fortament atrinxerat, amb el poble de Rumsdorp com lloc d'avançat. L'esquerre descansava sobre el rierol de Landen i era el més difícil d'atacar.
Luxemburg va concentrar la seva força principal de 28,000 homes contra el flanc dret aliat, amb atacs de distracció en el flanc en centre i el flanc esquerre per impedir el moviment de reforços. Aquests atacs secondaris foren duts a terme per tres línies de cavalleria, amb suport de dues línies d'infanteria i tres línies més de cavalleria al fons, mentre una força d'infanteria i dragons atacava Rumsdorp.
El 29 de juliol, després d'un llarga canonada, 28 batallons francesos van atacar al llarg de la línia entre Laar i Neerwinden; després d'una feroç lluita casa per casa, van capturar Laar i els 9 batallons aliats que quedaven a Neerwinden es van retirar fins als límits del poble. El flanc dret aliat estava a punt de col·lapsar però el atacs de distracció en el centre i a l'esquerra no s'havien materialitzat, permetent que els Aliats reforcessin el flanc dret, contra-atacant i expulsant els francesos de Laar i Neerwinden.
El segon assalt francès també fou rebutjat, però Luxemburg va utilitzar els 7,000 homes que tenia en el centre i l'esquerra per intentar un tercer assalt, i obligant un cop més a Guillem a moure reforços del seu centre. El flanc dret Aliat finalment va començar a retrocedir; al observar aquest fet, el comandant francès de cavalleria Feuquières va carregar contra el centre aliat, superant les trinxeres i infligint fortes baixes. Els Aliats van ser forçats a fugir a correcuita sobre el Geete i només gràcies a les accions de la seva rereguarda i càrregues de cavalleria liderades pel mateix Guillem es va permetre que el gruix de l'exèrcit fugís. El gran número d'estàndards que va capturar Luxemburg i va envia a Notre-Dame de Paris per la seva exhibició li va guanyar el renom de 'Tapisser de Notre-Dame'.

## Fets posteriors
Luxemburg podria haver aconseguit una victòria aclaparadora a Landen si els atacs simultanis en el centre i esquerre aliats s'haguessin dut a terme com havia planejat, però el retard en la seva execució i la resistència tossuda de la seva rereguarda va permetre que Guillem escapés d'una posició molt perillosa. Els Aliats van perdre la majoria de la seva artilleria i van patir moltes baixes, entre 12,000 - 19,000 homes, davant de les baixes franceses entre 9,000 - 15,000. Guillem va fer encunyar una medalla de plata per celebrar el seu èxit en 'Salvar Lieja' i escapar amb el gruix de les seves tropes; això era en gran part propaganda per una audiència holandesa que començava a qüestionar les seves habilitats militars, però prou creïble seguir vigent 150 anys més tard. Tot i haver estat un èxit tàctic francès, aquests no estaven pas més propers a la victòria; Guillem senzillament va reemplaçar les seves pèrdues conquerint Württemberg del domini francès.
Luxemburg ha estat criticat per no aprofitar la seva victòria; les seves tropes estaven esgotades i el rei Lluís semblava seguir una confosa estratègia al canviar constantment d'escenari. El juny, una part gran del seu exèrcit va ser enviada a Alemanya i la tasca de Luxemburg fou impedir l'arribada de reforços Aliats. Un cop aconseguit, els pròxims passos eran poc clars. Al final, Luxemburg i Louis van acordar la captura de Charleroi, però un cop més havien fallat en assolir un cop decisiu malgrat una despesa enorme en vides i esforços. Després de Charleroi, les seves campanyes a Flandes foren essencialment defensives.

## Baixes
Entre les baixes en el costat francès hi foren
- Patrick Sarsfield, Comte de Lucan i líder de l'exèrcit irlandès jacobita després del Setge de Limerick. Va ser copejat per una bala en el pit i traslladat a la ciutat de Huy, on va morir tres dies més tard. Es diu que, mentre es dessagnava, les seves últimes paraules van ser "Tant de bo això hagués estat per Irlanda".[8]
- El Duc de Berwick va ser fet presoner en el primer assalt.
- El Príncep de Conti i el Mariscal Joyeuse foren ferits lleugerament.
- Els dos fills del Duc de Luxemburg presents a la batalla foren ferits. El major (el Duc de Montmorency) només lleugerament, però l'altre (el Comte de Luxemburg) gairebé va perdre la cama i mai es va recuperar plenament de les seves ferides.

Entre les baixes Aliades:
- Comte de Solms, qui va morir.
- El Duc d'Ormonde, qui es va salvar pel gran diamant que portava en el dit. En veient aquesta joia, el soldat francès que estava a punt de matar-lo, va canviar d'idea, decidint que podria valer més viu que mort.
- El Comte de Galway fou ferit i agafat presoner. Aprofitant el fet que era francès, va poder escapar en la confusió.